# Canet lo Roig
Canet lo Roig é um município da Espanha na província de Castelló, Comunidade Valenciana. Tem 68,7 km² de área e em 2021 tinha 687 habitantes (densidade: 10 hab./km²).

## Demografia
| Variação demográfica do município entre 1991 e 2004 | Variação demográfica do município entre 1991 e 2004 | Variação demográfica do município entre 1991 e 2004 | Variação demográfica do município entre 1991 e 2004 |
| --------------------------------------------------- | --------------------------------------------------- | --------------------------------------------------- | --------------------------------------------------- |
| 1991                                                | 1996                                                | 2001                                                | 2004                                                |
| 1052                                                | 934                                                 | 873                                                 | 909                                                 |